# ブラウンジャック
ブラウンジャック (Brown Jack) とは、アイルランド生まれの競走馬である。障害競走と平地競走の両方で活躍した。イギリスにおいて、同国の競馬史に残る名馬の一頭として評価されている。

## 経歴

### デビュー前
1924年4月、アイルランドで誕生。デビュー前は見映えのしない体格の持ち主で、1925年にダブリンで催されたセリ市に出品された際には買い手がつかず主取り（販売者が引き取ること）となった。その後マーカス・トンプソンによって110ポンドで購入された。トンプソンはブラウンジャックに血統的価値を見出すことができず、購入後すぐに同馬を去勢した。
1926年夏、調教師のチャールズ・ロジャースの運転する自動車がトンプソンの牧場の近くでエンストした。そのときロジャースはブラウンジャックを目にした。ブラウンジャックに障害馬としての素質を見出したロジャースはトンプソンに購入を申し入れ、275ポンドで買い取った。

### 競走馬時代
1927年5月、ブラウンジャックはアイルランドのナバン競馬場で競走馬としてデビューし、最下位に敗れた。1か月後に出走したレースでも敗れた。これを750ポンドで購入したのが、南アフリカのダイヤモンド鉱山で巨万の富を築いたワーナー家の子息、ハロルド・ワーナーとレディ・ジーアの夫妻である。ブラウンジャックはイギリスへ移籍し、障害馬として6戦5勝の成績を挙げて1927年のシーズンを終えた。
1928年も障害馬として5戦し、重賞のチャンピオンハードルなど2勝を挙げた。チャンピオンハードルはブラウンジャックが出走した最後の障害競走となった。同レースを観戦していた騎手のスティーヴ・ドノヒューが陣営に対し、障害競走よりもむしろ平地競走に向いていると進言したためである。ワーナーはドノヒューの進言を受け入れ、ブラウンジャックをふたたび平地競走に出走させることにした。ブラウンジャックは長距離のレースに出走して1928年にアスコットステークスなど6戦4勝、1929年にクイーンアレクサンドラステークスなど11戦3勝の成績を挙げ、名ステイヤーとして評価されるようになった。1930年にはイギリス長距離三冠のうち、せん馬に出走権のなかったアスコットゴールドカップをのぞく二冠を制するなど9戦3勝の成績を挙げた。

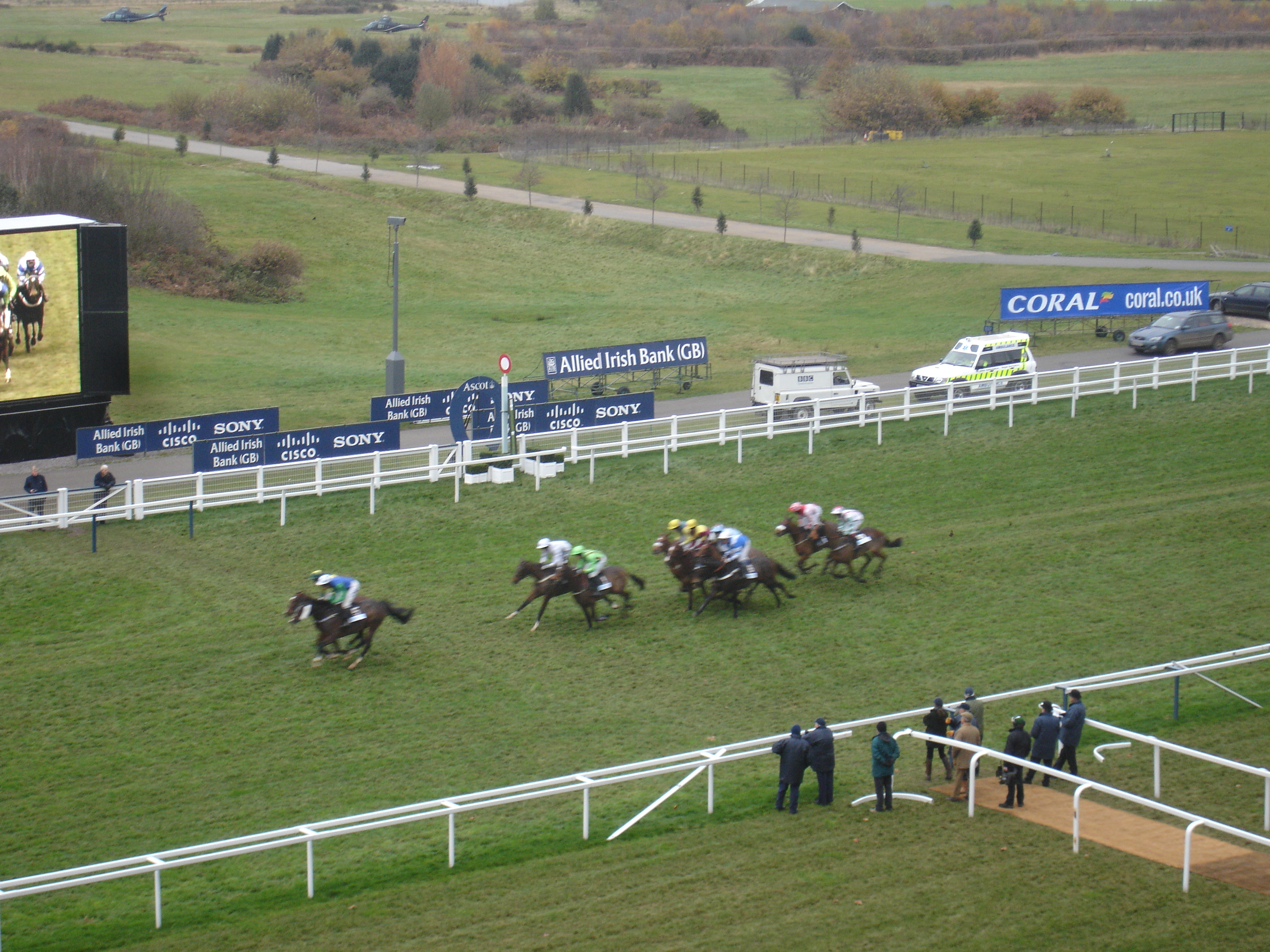
ジョージ5世の指示により、アスコット競馬場にブラウンジャックの銅像が建てられた

ブラウンジャックはその後も1934年まで平地競走で活躍を続けた。1929年に初優勝したクイーンアレクサンドラステークスには1934年まで6年連続で出走し、すべて優勝するという記録を達成している。同レースでは1932年に前年のオークス優勝馬ブルレットを、1934年にアイリッシュオークス優勝馬ニチシンとアイルランド二冠馬ハリネロを降している。当時クイーンアレクサンドラステークスはロイヤルアスコット開催を代表するレースのひとつであり、同レースを6連覇したことにより、ブラウンジャックはイギリスにおいて同国の競馬史に残る名馬の一頭として認識されることになった。6連覇達成後、ジョージ5世の指示により同レースが施行されるアスコット競馬場にはブラウンジャックの銅像が建てられた。

### 競走馬引退後
ブラウンジャックは1934年のクイーンアレクサンドラステークスを最後に競走馬を引退し、1948年春に風邪をこじらせて死亡するまでの間、ワーナーが同馬のために建てた厩舎で余生を過ごした。

## 血統表
| Brown Jackの血統          | Brown Jackの血統                            | Brown Jackの血統                            | （血統表の出典）                            | （血統表の出典） |
| 父系                      | オーム系                                    | オーム系                                    | オーム系                                    |                  |
| 父 Jackdaw 1908 黒鹿毛    | 父の父Thrush 1902 鹿毛                      | Missek Thrush                               | Orme                                        | Orme             |
| 父 Jackdaw 1908 黒鹿毛    | 父の父Thrush 1902 鹿毛                      | Missek Thrush                               | Throstle                                    |                  |
| 父 Jackdaw 1908 黒鹿毛    | 父の父Thrush 1902 鹿毛                      | Chemistry                                   | Charibert                                   | Charibert        |
| 父 Jackdaw 1908 黒鹿毛    | 父の父Thrush 1902 鹿毛                      | Chemistry                                   | Retort                                      |                  |
| 父 Jackdaw 1908 黒鹿毛    | 父の母Sakuntala 1899 黒鹿毛                 | St.Frusquin                                 | St.Simon                                    | St.Simon         |
| 父 Jackdaw 1908 黒鹿毛    | 父の母Sakuntala 1899 黒鹿毛                 | St.Frusquin                                 | Isabel                                      |                  |
| 父 Jackdaw 1908 黒鹿毛    | 父の母Sakuntala 1899 黒鹿毛                 | Ashdown                                     | Muncaster                                   | Muncaster        |
| 父 Jackdaw 1908 黒鹿毛    | 父の母Sakuntala 1899 黒鹿毛                 | Ashdown                                     | Miss Maria                                  |                  |
| 母 Querquidella 1913 鹿毛 | 母の父Kroonstad 1900 黒鹿毛                 | Kilwqrlin                                   | Arbitrator                                  | Arbitrator       |
| 母 Querquidella 1913 鹿毛 | 母の父Kroonstad 1900 黒鹿毛                 | Kilwqrlin                                   | Hasty Girl                                  |                  |
| 母 Querquidella 1913 鹿毛 | 母の父Kroonstad 1900 黒鹿毛                 | Sabra                                       | St.Simon                                    | St.Simon         |
| 母 Querquidella 1913 鹿毛 | 母の父Kroonstad 1900 黒鹿毛                 | Sabra                                       | Belinda                                     |                  |
| 母 Querquidella 1913 鹿毛 | 母の母Garganey 1904 鹿毛                    | Wildflower                                  | Gallinule                                   | Gallinule        |
| 母 Querquidella 1913 鹿毛 | 母の母Garganey 1904 鹿毛                    | Wildflower                                  | Tragedy                                     |                  |
| 母 Querquidella 1913 鹿毛 | 母の母Garganey 1904 鹿毛                    | Sapphire                                    | Buckingham                                  | Buckingham       |
| 母 Querquidella 1913 鹿毛 | 母の母Garganey 1904 鹿毛                    | Sapphire                                    | Criosphinx                                  |                  |
| 母系(F-No.)               | (FN:2-e)                                    | (FN:2-e)                                    | (FN:2-e)                                    | [ § 2 ]          |
| 5代内の近親交配           | St.SimonS4×M4=12.5%、GalopinS5×M5×M5=9.375% | St.SimonS4×M4=12.5%、GalopinS5×M5×M5=9.375% | St.SimonS4×M4=12.5%、GalopinS5×M5×M5=9.375% | [ § 3 ]          |
| 出典                      | 1. 2. 3.                                    | 1. 2. 3.                                    | 1. 2. 3.                                    | 1. 2. 3.         |